# Association pour l’encouragement des études grecques en France
Die Association pour l’encouragement des études grecques en France (Akronym AEEGF) ist eine 1867 gegründete französische Gesellschaft zur Förderung des Studiums des griechischen Altertums.

## Geschichte
Die Association wurde am 7. Mai 1867 gegründet; ihre Gemeinnützigkeit wurde am 7. Juli 1869 anerkannt. Seit 1901 hat sie den Status einer gesetzlich geführten Association. 
Ihre Bibliothek wie ihr Archiv befinden sich im Institut de Grec der Université de Paris IV Sorbonne.
Die Association ist Mitglied der Fédération Internationale des Associations d’Études Classiques (FIEC).

## DieRevue des études grecques
Die Association gab von 1867 bis 1887 zunächst ein Annuaire in 21 Jahrgängen heraus, gründete 1888 jedoch die wissenschaftliche Zeitschrift Revue des Études Grecques, die seither ohne Unterbrechung erschienen ist, zunächst jährlich, später halbjährlich.

## Einzelne Ausgaben desAnnuaire
- Annuaire de l’Association pour l’encouragement des études grecques en France Bd. 9, 1875, (online).
- Table générale des matières contenues dans les vingt et une années de l’Annuaire (1867–1877), (online).

## Prix Raymond-Weil
Die Association vergibt regelmäßig den Prix Raymond-Weil, so 2000 an Tiziano Dorandi, 2006 an Marwan Rashed.